# Цимерман (герб)
Герб Цимерман (Годземба изменённый) (пол. Cimerman (herb szlachecki)) — польский дворянский герб, полученный через нобилитацию, изменённый вариант герба Годземба.

## Описание герба
В голубом поле дерево со стволом и тремя кронами зелёного цвета, опирающееся на пять золотых корней.
Намёт — голубой, подбитый золотом.

## Первое упоминание
Пожалован 18 мая 1505 года  Дороте - жене Мацея Цимермана (Чемермана — Зиммермана).

## Дворянские роды, носящие герб
- Цимерман
- Чемерман
- Зиммерман